# 卡斯泰尔比亚格
卡斯泰尔比亚格（法語：Castelbiague，法語發音：[kastɛlbjaɡ]）是法国上加龙省的一个市镇，属于圣戈当区。

## 地理
卡斯泰尔比亚格（43°2'10"N, 0°55'28"E）面积5.84 平方千米，位于法国奧克西塔尼大區上加龙省，该省份为法国西南部内陆省份，西南端与西班牙接壤，自此顺时针与上比利牛斯省、热尔省、塔恩-加龙省、塔恩省、奥德省和阿列日省接壤。
与卡斯泰尔比亚格接壤的市镇（或旧市镇、城区）包括：蒙加亚尔德萨利、蒙塔斯特吕克-德萨利、萨莱克、于罗。

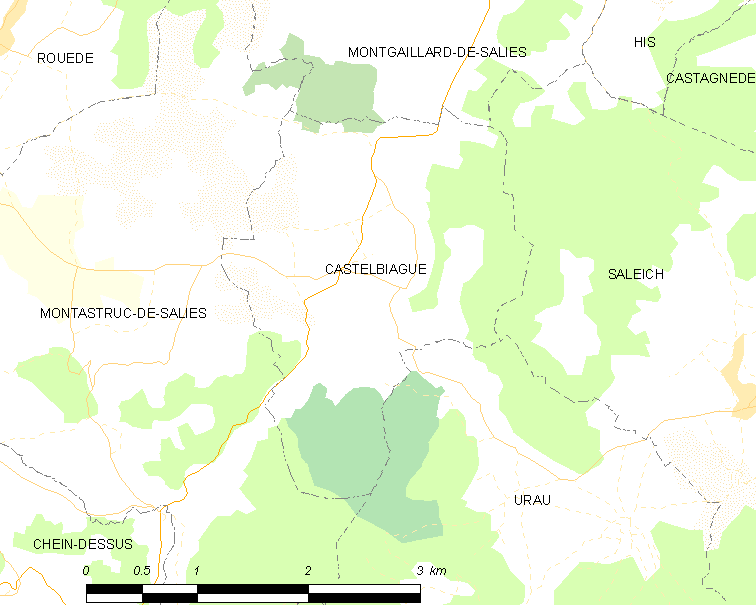
卡斯泰尔比亚格的OSM定位图

卡斯泰尔比亚格的时区为UTC+01:00、UTC+02:00（夏令时）。

## 行政
卡斯泰尔比亚格的邮政编码为31160，INSEE市镇编码为31114。

## 政治
卡斯泰尔比亚格所属的省级选区为巴涅尔德吕雄县。

## 人口

1962-2008年间卡斯泰尔比亚格人口变化图示

卡斯泰尔比亚格于2022年1月1日时的人口数量为243人。